# Dichromadora geophila
Dichromadora geophila är en rundmaskart. Dichromadora geophila ingår i släktet Dichromadora, och familjen Chromadoridae. Arten är reproducerande i Sverige.